# The Beautiful Chaos Tour
The Beautiful Chaos Tour — предстоящий концертный тур гёрл-группы Katseye в поддержку их второго мини-альбома, Beautiful Chaos (2025). Первый концерт состоится 15 ноября 2025 года в Миннеаполисе, а последний 16 декабря того же года в Мехико. The Beautiful Chaos Tour станет первым концертным туром в карьере группы.

## Анонс
8 июля 2025 года Katseye объявили, что во второй половине года отправятся в свой первый концертный тур, и было анонсировано 13 шоу на территории Северной Америки. Предпродажа билетов стартовала 9 июля, основное время продаж 11 июля. Билеты на концерт можно приобрести на сайте Ticketmaster. Из-за чрезмерно высокого спроса, уже 13 июля было анонсировано 3 дополнительных концерта в Нью-Йорке, Сан-Франциско и Лос-Анджелесе.

## Даты концертов
| Дата (2025) | Город         | Страна  | Место проведения                            |
| ----------- | ------------- | ------- | ------------------------------------------- |
| 15 ноября   | Миннеаполис   | США     | Minneapolis Armory                          |
| 18 ноября   | Торонто       | Канада  | The Theatre at Great Canadian Toronto       |
| 19 ноября   | Бостон        | США     | MGM Music Hall at Fenway                    |
| 21 ноября   | Нью-Йорк      | США     | Hammerstein Ballroom                        |
| 22 ноября   | Нью-Йорк      | США     | The Theater at Madison Square Garden        |
| 24 ноября   | Вашингтон     | США     | The Anthem                                  |
| 26 ноября   | Камберленд    | США     | Coca-Cola Roxy                              |
| 29 ноября   | Шугар-Ленд    | США     | Smart Financial Centre                      |
| 30 ноября   | Ирвинг        | США     | The Pavilion at Toyota Music Factory        |
| 3 декабря   | Финикс        | США     | Arizona Financial Theatre                   |
| 5 декабря   | Сан-Франциско | США     | Bill Graham Civic Auditorium                |
| 6 декабря   | Сан-Франциско | США     | The Theatre at Bill Graham Civic Auditorium |
| 9 декабря   | Сиэтл         | США     | WaMu Theater                                |
| 12 декабря  | Инглвуд       | США     | YouTube Theater                             |
| 13 декабря  | Лос-Анджелес  | США     | Голливуд Палладиум                          |
| 16 декабря  | Мехико        | Мексика | Teatro Metropólitan                         |